# Marcatore tumorale
In oncologia in genere col termine marcatori tumorali, o indicatori tumorali o marker tumorali,  vengono indicate delle   sostanze riscontrabili nel sangue o meno spesso nel liquido ascitico che presentano un aumento significativo della loro concentrazione  in alcuni tipi di neoplasia.  Un livello elevato di un marcatore tumorale può indicare la presenza di un cancro, anche se possono esistere altre cause d'innalzamento dei loro valori.
Alcuni marcatori sono specifici per determinati tumori (ad esempio il PSA, o il Ca125), mentre altri aumentano in molte neoplasie (per esempio il CEA o la alfa-fetoproteina).
I marcatori tumorali possono essere prodotti direttamente dalle cellule tumorali oppure da cellule normali (tipicamente dagli epatociti)  in risposta alla presenza di un tumore: è il caso dello LDH, o della ferritina, o delle globuline alfa-2.

## Impiego nello screening oncologico
Per  screening oncologico si intende una serie di analisi condotte in una popolazione, che non presenta segni o sintomi di una neoplasia, allo scopo di fare una diagnosi precoce e di effettuare quindi un trattamento efficace della  neoplasia (per i dettagli vedi la voce specifica in Wikipedia).
I marcatori tumorali non sono utili  per lo screening delle neoplasie. Per molti anni si è usato a questo scopo il dosaggio del PSA per la diagnosi del carcinoma della prostata, ma questo metodo è oggi sconsigliato in quanto non riduce la mortalità mentre può causare inutili complicanze da trattamento.
I marcatori tumorali possono invece essere utili quando vengono usati per monitorare un'eventuale recidiva del cancro dopo il trattamento (chirurgico o medico) del tumore primitivo: vedi anche la voce monitoraggio oncologico.
Essendo prodotti anche dalle cellule sane, essi sono soggetti a falsi positivi e negativi.

## Marcatori tumorali di uso più frequente
I marcatori tumorali usati più di frequente sono:
CEA, CA 15-3, CA 19-9, CA 125, PSA, NSE, TPA, Alfa-fetoproteina 

### Antigene Carcino-Embrionario (CEA)
Un esempio di marcatore specifico di un cancro è il CEA, o antigene carcinoembrionario, che consiste in una proteina del sangue (nello specifico è una glicoproteina di membrana il cui gene appartiene alla superfamiglia delle immunoglobuline), che all'inizio si pensava fosse prodotta soltanto dai tumori del sistema gastroenterico. Ulteriori investigazioni hanno mostrato che veniva prodotta occasionalmente da qualche caso di cancro al polmone ed alla mammella, provando così che un livello elevato di questa proteina non indica necessariamente un cancro intestinale. Comunque, in pazienti con una storia di cancro intestinale sotto terapia medico-chirurgica, l'elevazione dei livelli di CEA è un segno precoce di reincidenza del cancro addominale. Questo in genere avviene prima che il focolaio tumorale venga localizzato con immagini diagnostiche o con l'esame obiettivo, pertanto molti oncologi pongono obiezioni alla volontà del paziente di farsi eseguire dei test ematici per il CEA quando il risultato finale può terrorizzare il paziente e d'altronde non ha molta influenza sul trattamento.

### PSA
Il PSA (Prostate Specific Antigen) è un enzima proteico noto come proteasi della serina che usualmente agisce come anticoagulante nella prostata per mantenere gli spermatozoi in un ambiente liquido. In circostanze normali, soltanto piccole quantità di questa proteina tracimano nel torrente circolatorio. Al contrario, nell'ipertrofia prostatica il PSA fuoriesce in quantità maggiore e nel carcinoma prostatico è in genere presente in quantità ancora più elevate. Dunque, se in un paziente si riscontrano elevati livelli di PSA, si deve eseguire una ricerca più approfondita (tramite ecografia e TC) a livello della prostata.